# Комсомольський (Бабушкінський район)
Комсомо́льський (рос. Комсомольский) — селище у складі Бабушкінського району Вологодської області, Росія. Входить до складу Міньковського сільського поселення.

## Населення
Населення — 88 осіб (2010; 140 у 2002).
Національний склад (станом на 2002 рік):
- росіяни — 98 %